# Fakahina
Fakahina (anche Kaīna) è un piccolo atollo ad ovest del gruppo delle isole Tuamotu nella Polinesia francese. 

## Geografia
L'atollo ha una superficie di 8 km², una lunghezza massima di 9 km e una larghezza di 6,3 km. Non vi è alcun canale che colleghi la sua laguna interna all'oceano circostante.
Fakahina possiede una popolazione di circa 140 abitanti, ed il villaggio principale è Tarione. L'atollo più vicino è quello di Fangatau posto 72 km a nord-ovest. 

## Storia
L'antico popolo Ma'ohi utilizzò questo atollo come sito per i propri sacrifici.
Il primo contatto europeo avvenne con Otto von Kotzebue, al servizio dello zar russo, nel 1824.
È stato inaugurato un campo d'aviazione nel 1985.